# Statsrådet och den utsträckta handen
Statsrådet och den utsträckta handen är en detektivroman utgiven 1983 av pseudonymen Bo Balderson. Boken är nummer nio i serien om Statsrådet.

## Handling
Under ett födelsedagsfirande för en snål änka återfinns två personer förgiftade. Den ena dör, medan den andra utsätts för ytterligare mordförsök. Statsrådet, som närvarat under firandet, nystar på sitt sedvanliga osofistikerade sätt i fallet, som involverar arkeologi och religionshistoria.

## Rollgalleri
- Hjalmar Lundborg – Kyrkoherde
- Hillevi Hilmerson – Gårdsägare, statsrådsänka
- Tore Täll – TV-chef, recensent
- Birgitta Billström – Bokförläggare
- David Dahlman – Docent i orientaliska språk
- Tora Täll – Hälsohemsföreståndarinna
- Arvid Alfvén – Läkare, historiker, författare
- Vilhelm Persson – Adjunkt
- Statsrådet